# Кедарнатх (храм)
Храм Кедарнатх (гінді केदारनाथ, англ. Kedarnath Temple) — один з найсвятіших індуїстських храмів, присвячених Шиві, розташований біля річки Мандакіні в Гамалаях, у селищі Кедарнатх в індійському штаті Уттаракханд.
Через несприятливі погодні умови узимку, храм відкритий для відвідування лише в період з кінця квітня до початку листопада. До міста неможливо дістатися дорогою, зазвичай до нього добираються гірською стежкою від селища Ґаурікунд, розташованого за 14 км.
З одною легендою, храм був збудований Шанкарою, інша легенда пов'язує будівництво з Пандавами, героями епосу Махабхарата.
Кедарнатх входить до кількох найважливіших маршрутів паломництва шайвістів: це один з п'яти храмів Панч-Кедар, один з дванадцяти храмів Джйотірлінґа і один з чотирьох храмів Чота-Чаар-Дхам.